# Darius Miles
Darius Miles (Belleville, 9 de outubro de 1981) é um ex-jogador profissional de basquetebol norte-americano.

## Clubes
- Los Angeles Clippers (2000-2002),
- Cleveland Cavaliers (2002-2004),
- Portland Trail Blazers (2004-2008),
- Memphis Grizzlies (2008-2009) e
- Boston Celtics (2009)